# Derolus duffyi
Derolus duffyi är en skalbaggsart som beskrevs av Stefan von Breuning 1961. Derolus duffyi ingår i släktet Derolus och familjen långhorningar.
Artens utbredningsområde är:
- Botswana.
- Malawi.
- Zimbabwe.

Inga underarter finns listade i Catalogue of Life.